# Valdeci Basílio da Silva
Valdeci Basílio da Silva (sinh ngày 14 tháng 7 năm 1972) là một cầu thủ bóng đá người Brasil.

## Sự nghiệp câu lạc bộ
Valdeci Basílio da Silva đã từng chơi cho Kashiwa Reysol và Tokyo Verdy.

## Thống kê câu lạc bộ

### J.League
| Đội            | Năm       | J.League | J.League | J.League Cup | J.League Cup | Tổng cộng | Tổng cộng |
| Đội            | Năm       | Trận     | Bàn      | Trận         | Bàn          | Trận      | Bàn       |
| -------------- | --------- | -------- | -------- | ------------ | ------------ | --------- | --------- |
| Kashiwa Reysol | 1998      | 27       | 6        | 4            | 3            | 31        | 9         |
| Tokyo Verdy    | 2006      | 18       | 7        | -            | -            | 18        | 7         |
| Tổng cộng      | Tổng cộng | 45       | 13       | 4            | 3            | 49        | 16        |